# Hargo Binangun (Pakem)
Hargo Binangun is een bestuurslaag in het regentschap Sleman van de provincie Jogjakarta, Indonesië. Hargo Binangun telt 8289 inwoners (volkstelling 2010).